# Schnitzer Motorsport

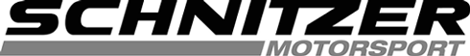
Logo des Teams Schnitzer Motorsport

Schnitzer Motorsport ist ein deutsches Motorsport-Team aus Freilassing in Bayern. Die Tuningfirma AC Schnitzer mit Sitz in Aachen hat ihren Namen von dem bayerischen Stammhaus.

## Betriebliche Laufbahn
1936 gründete Josef Schnitzer eine Kfz-Werkstatt mit Opel-Vertretung und Fahrschule. Zusätzlich erweiterte er den Betrieb mit einer Leuna-Tankstelle. 1939 übernahm Schnitzer zudem eine Ford-Vertretung für Pkw und Lkw. Im Jahr 1945 verstarb Josef Schnitzer. Karl Lamm übernahm den Betrieb und bildete später als Stiefvater und Lehrmeister die Söhne von Schnitzer, Josef jr. und Herbert, zu Kfz-Mechanikern aus. 1963 kauften die Brüder einen unfallbeschädigten Fiat, restaurierten ihn und setzten ihn bei Rennen ein. Während sich Josef Schnitzer auf seine Rennkarriere konzentrierte, setzte sein Bruder Herbert seinen Fokus auf den Verkauf. Ab 1964 wurde Schnitzer zu einem Vertrieb für BMW. 1966 beendete Josef Schnitzer seine Rennkarriere als amtierender Deutscher Rundstreckenmeister. 1967 entstand die Rennsportabteilung „Team Schnitzer“. 1978 verunglückte Josef Schnitzer im Alter von 37 Jahren tödlich bei einem Unfall auf dem Weg nach Zolder. Am 1. Januar 1987 schloss die Firma Schnitzer GmbH einen Vertrag mit dem BMW-Händler Kohl Automobile GmbH in Aachen. Ziel des Kontraktes war und ist die weltweite Vermarktung von Tuning-Produkten unter dem Markenzeichen AC Schnitzer.

## Sportliche Laufbahn
Die Motorsportabteilung entstand in den späten 1960er-Jahren. Eingesetzt werden seitdem nahezu ausschließlich Modelle der Bayerischen Motorenwerke. 1965 wurde Josef Schnitzer jr. Zweiter der Deutschen Rundstreckenmeisterschaft auf einem BMW 1800 TI/SA, ein Jahr später wurde er deutscher Meister. Zwischen 1968 und 1971 gewannen zunächst Ernst Furtmayr und anschließend Walter Brun viermal die Europa-Bergmeisterschaft mit einem BMW 2002 bzw. BMW 2800 CS.

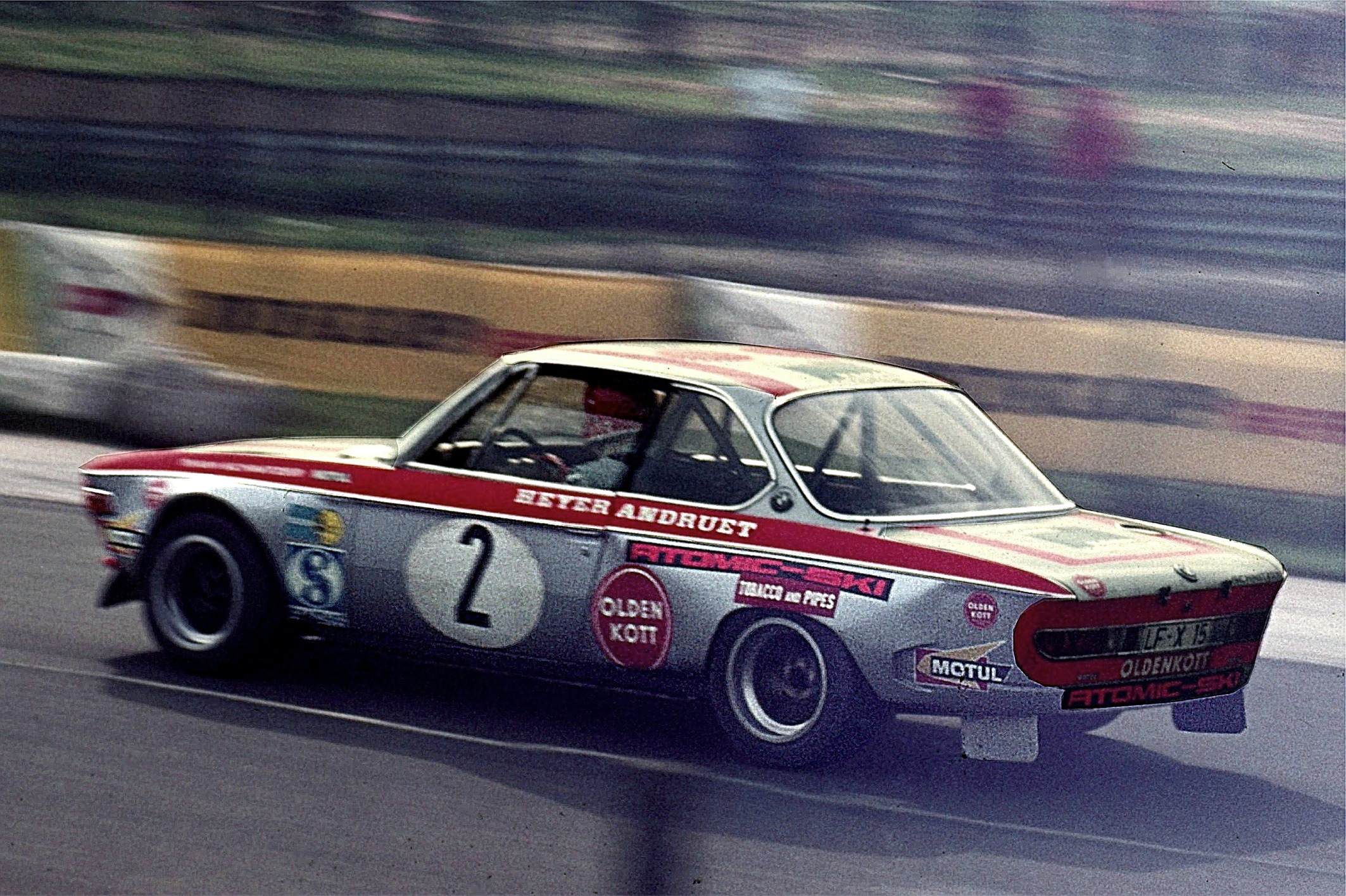
John Fitzpatrick 1972 im BMW 2800 CS

1975 gewann Jacques Laffite die Formel-2-Europameisterschaft in einem von BMW befeuerten Martini MK16. 1977 nahm Schnitzer mit zwei BMW 2002 Turbo (Div. II) und einem Toyota Celica (Div. I) an der Deutschen Rennsportmeisterschaft teil, eine Saison später gewann Harald Ertl die Meisterschaft in einem BMW 320 Turbo mit einem von Schnitzer selbst entwickelten Turbo-Motor. Zwischen 1980 und 1998 gewann das Team neunmal das Tourenwagenrennen auf dem Guia Circuit in Macau. 1983, 1986 und 1988 wurde Schnitzer Tourenwagen-Europameister.

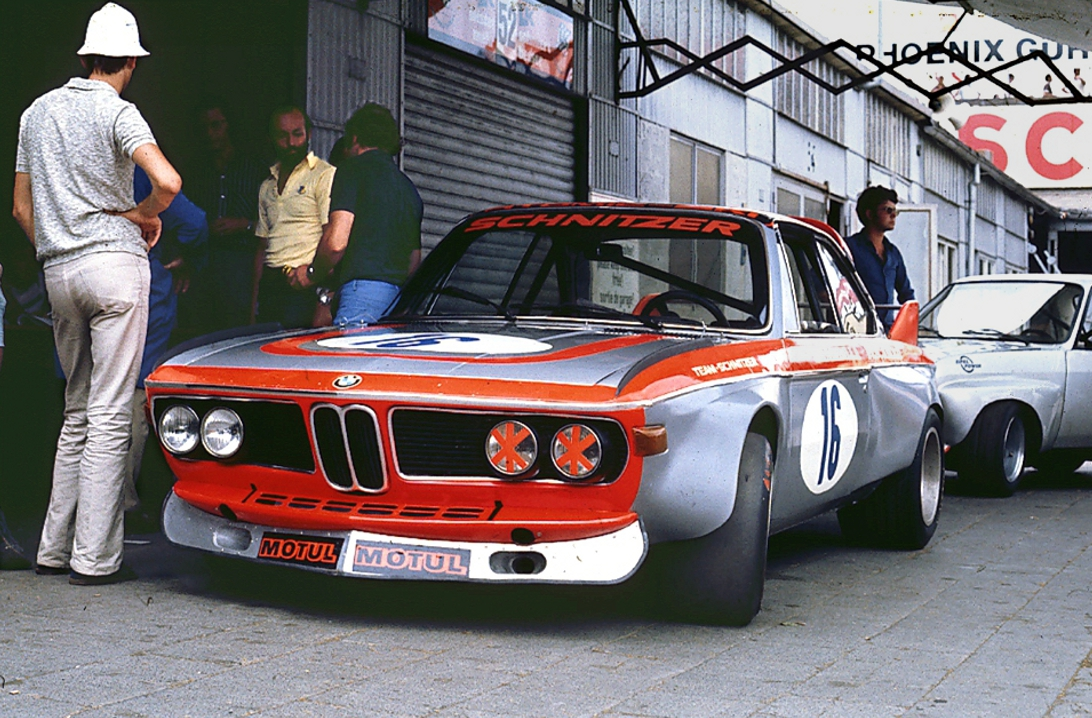
BMW Schnitzer CSL 1973

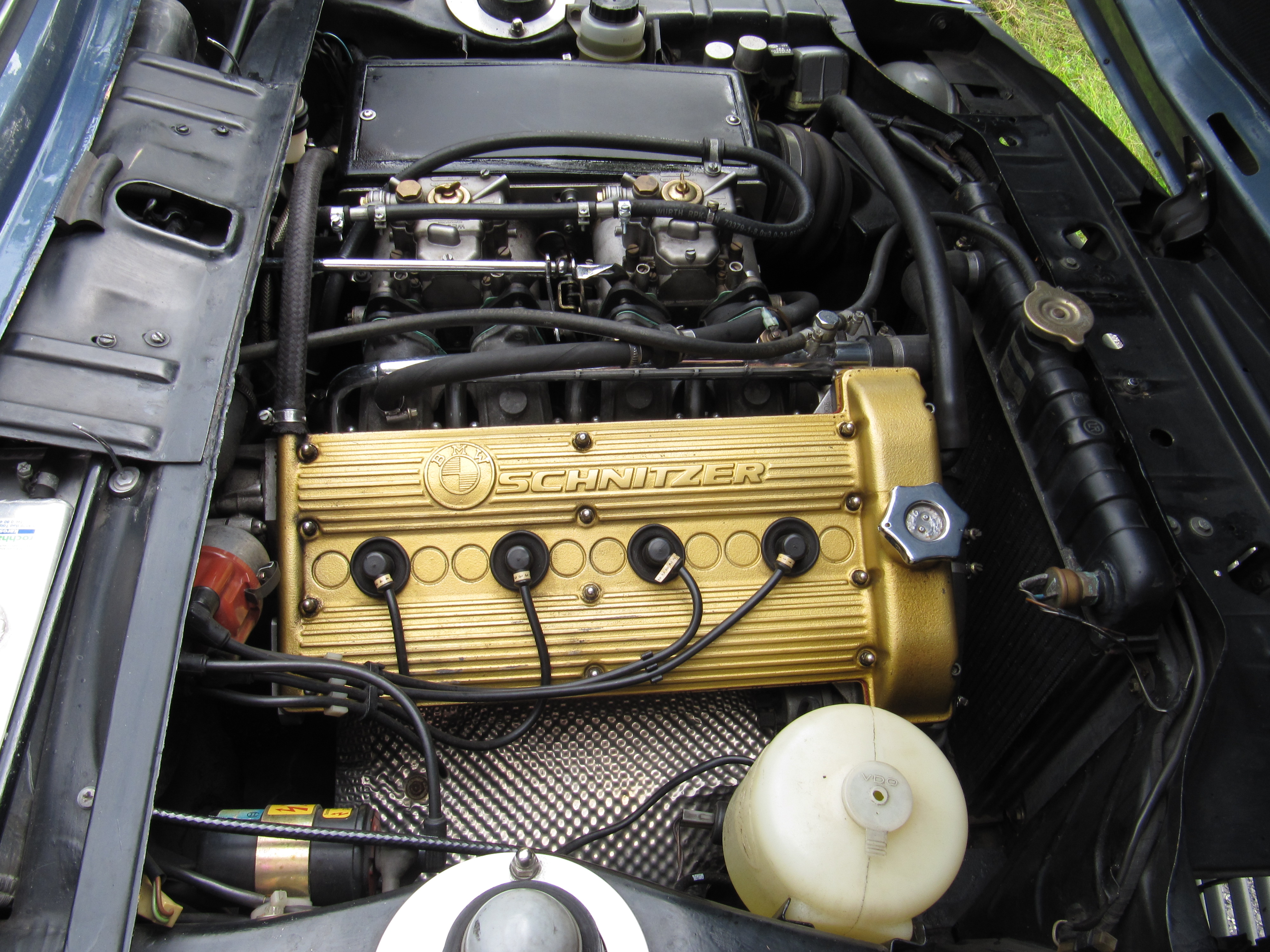
M10 Motor mit Schnitzer 16V-Zylinderkopf in einem BMW 2002

1985, 1986, 1988 1990 und 1995 siegte das Team beim 24-Stunden-Rennen von Spa-Francorchamps sowie 1989, 1991, 2004, 2005 und 2010 beim 24-Stunden-Rennen auf dem Nürburgring. 1987 wurde Roberto Ravaglia erster Tourenwagen-Weltmeister in einem BMW M3. Ebenfalls gewann Schnitzer die nationalen Tourenwagen-Meisterschaften von Deutschland (1989), Italien (1989, 1990), des Vereinigten Königreichs (1993) und Japan (1995). Mit Joachim Winkelhock 1995 und Johnny Cecotto 1998 wurde Schnitzer Deutscher Supertourenwagen-Meister. 1999 gewann Schnitzer mit einem BMW V12 LMR die 24 Stunden von Le Mans und 12 Stunden von Sebring. In der Saison 2001 belegte Schnitzer mit einem BMW M3 GTR in der American Le Mans Series den ersten Platz der GT-Klasse.

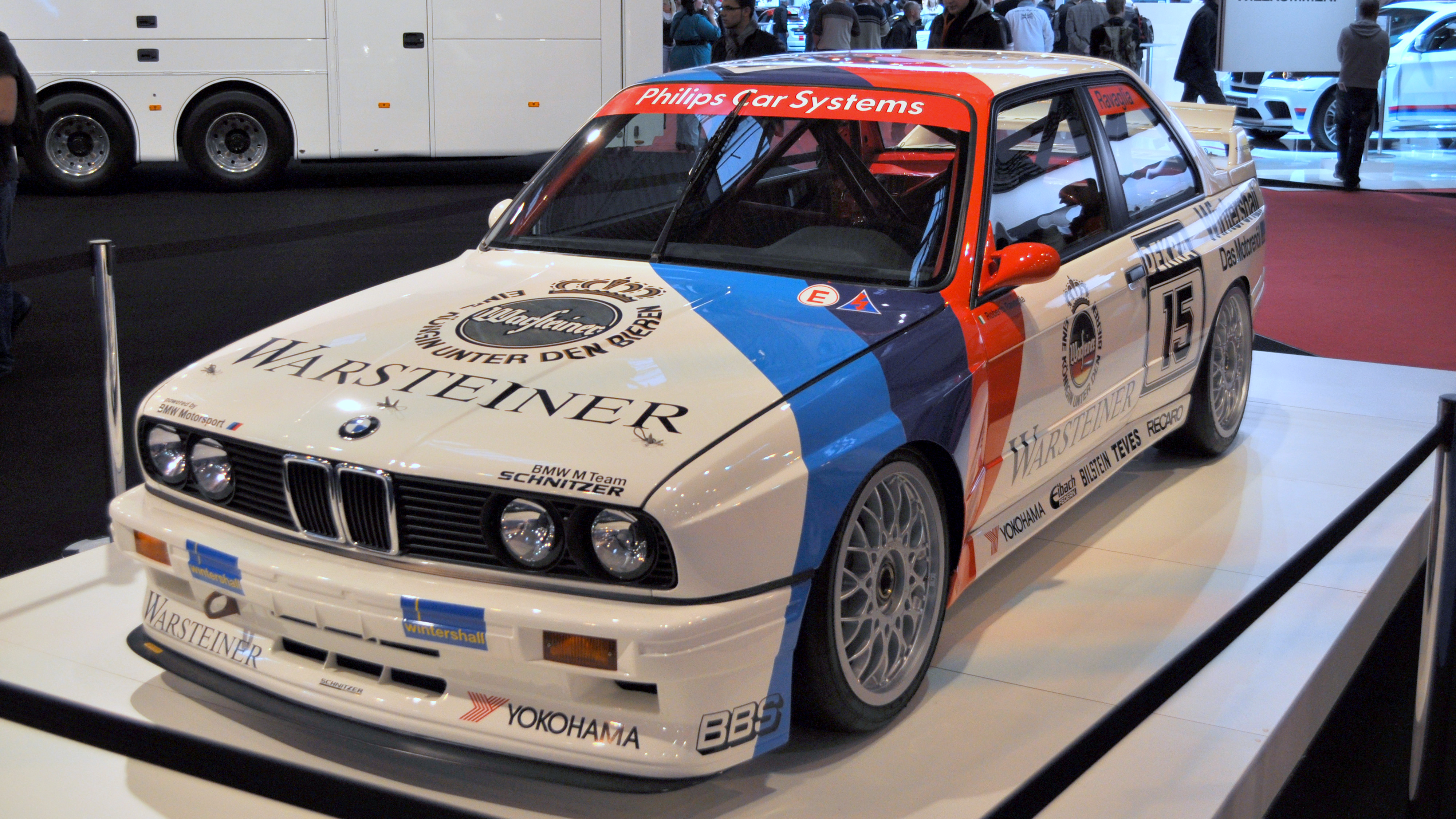
BMW M3 (DTM-Meisterauto 1989)

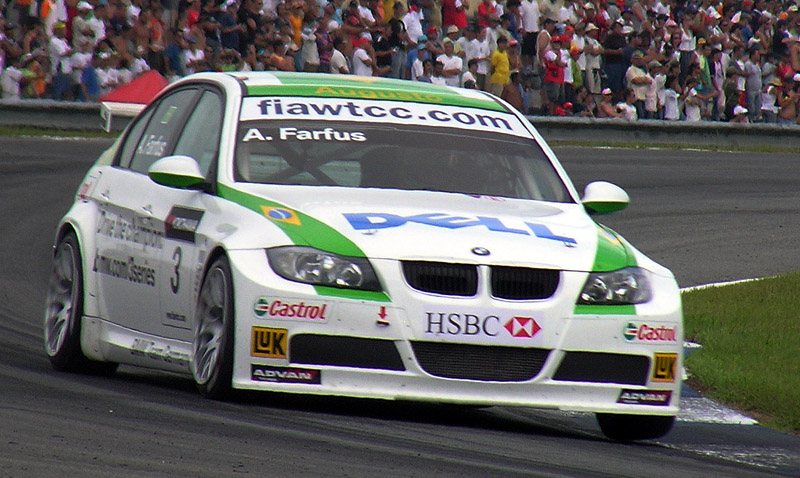
Augusto Farfus (WTCC in Brasilien 2007)

Von 2005 bis 2009 nahm Schnitzer zunächst als BMW-Werksteam an der Tourenwagen-Weltmeisterschaft teil, mit einem BMW 320si und Jörg Müller und Augusto Farfus als Fahrer. 2006 wurde Müller Vizeweltmeister.
Ab 2012 war Schnitzer wieder als BMW-Werksteam in der DTM vertreten. Als Fahrer kamen dabei Bruno Spengler und Dirk Werner zum Einsatz. 2012 gewann Schnitzer im ersten Jahr nach Wiedereinstieg in die DTM den Titel sowohl in der Fahrer- als auch in der Teamwertung. Die Markenwertung für BMW machte den Triumph vollständig. Siegreicher Fahrer war Bruno Spengler, der nach 37 Punkten Rückstand zur Saisonhälfte im letzten Rennen am Hockenheimring noch am Mercedes-Piloten Gary Paffett vorbeizog. 2013 belegte das Team Schnitzer den 4. Platz, Bruno Spengler kam als bester Fahrer auf Platz 3 der Fahrerwertung. 2014 kam Martin Tomczyk als Fahrer dazu, während Dirk Werner sich den BMW Sportwagen widmete. Die Saison endete mit Platz 6 der Teamwertung.
Nach vier Jahren als Werksteam verließ Schnitzer die DTM nach der Saison 2016 um 2017 mit BMW im GT-Sport aktiv zu sein.
Am 18. November 2018 gewann Augusto Farfus auf einem BMW M6 GT3 von Schnitzer Motorsport den SJM Macau Grand Prix FIA GT-Weltcup auf dem Guia Circuit. Es war das letzte Rennen von Charly Lamm als Teamchef, der am 24. Januar 2019 verstarb.
Am 4. Dezember 2020 gab BMW Motorsport bekannt, dass man sich zum Jahresende von Schnitzer Motorsport trennen werde. Nach über 50 erfolgreichen Jahren Motorsport wird das das Ende des Unternehmens sein.

## Fahrer in der DTM
| 1989 | BMW M3 Evo             | Roberto Ravaglia       | Fabien Giroix      | Johnny Cecotto   | Emanuele Pirro   |                   |
| 1990 | BMW M3 Evo             | Fabien Giroix          | Johnny Cecotto     | Roberto Ravaglia | Christian Danner | Eric van de Poele |
| 1991 | BMW M3 Sport Evolution | Johnny Cecotto         | Joachim Winkelhock | Kris Nissen      |                  |                   |
| 1992 | BMW M3 Sport Evolution | Joachim Winkelhock     | Roberto Ravaglia   | Altfrid Heger    |                  |                   |
| 2012 | BMW M3 DTM 2012        | Bruno Spengler         | Dirk Werner        |                  |                  |                   |
| 2013 | BMW M3 DTM 2012        | Bruno Spengler         | Dirk Werner        |                  |                  |                   |
| 2014 | BMW M4 DTM 2014        | Bruno Spengler         | Martin Tomczyk     |                  |                  |                   |
| 2015 | BMW M4 DTM 2015        | António Félix da Costa | Martin Tomczyk     |                  |                  |                   |
| 2016 | BMW M4 DTM 2016        | António Félix da Costa | Martin Tomczyk     |                  |                  |                   |

## Ergebnisse

### Siege in der Sportwagen-Weltmeisterschaft
| Jahr | Rennen                             | Fahrzeug   | Fahrer 1       | Fahrer 2       |
| ---- | ---------------------------------- | ---------- | -------------- | -------------- |
| 1976 | 1000-km-Rennen auf dem Nürburgring | BMW 3.5CSL | Albrecht Krebs | Dieter Quester |
| 1976 | 1000-km-Rennen von Zeltweg         | BMW 3.5CSL | Gunnar Nilsson | Dieter Quester |